# Министерство образования Сирии
Министерство образования Сирии — правительственное министерство Сирийской Арабской Республики, ответственное за образование в Сирии. Тем не менее, министерство несёт ответственность только за начальное образование, а министерство высшего образования несёт ответственность за более высокие уровни.

## Министры образования
- Махмуд аль-Сайед (2000 — 10 сентября 2003)
- Али Саад (10 сентября 2003 — 29 марта 2011)
- Салех аль-Рашид (14 апреля 2011 — 23 июня 2012)
- Хазван аль-Вуз (23 июня 2012 — 16 ноября 2016)
- Имад аль-Азаб (16 ноября 2016 — 29 августа 2020)
- Дарем Табаа (30 августа 2020 — 8 августа 2023)
- Мухаммед Амер Мардини (8 августа 2023 — декабрь 2024)[1]
- Назир аль-Кадри (10 декабря 2024 — 29 марта 2025)
- Мухаммед Абдул Рахман Турко (с 29 марта 2025)[2]